# Consiliu de Securitate Națională
Un Consiliu de Securitate Națională (CSN) (National Security Council -NSC) este de obicei o ramură executivă a unui corp guvernamental responsabil pentru coordonarea politicii pentru problemele de securitate națională. Un CSN este de obicei condus de un sfătuitor al securității naționale cu un grad înalt din armată, birouri diplomatice, informații sau alte corpuri guvernamentale.

## Țări cu CNS
- Consiliul de Securitate Națională al Statelor Unite
- Consiliul de Securitate Națională al Israelului
- Consiliul de Securitate al Federației Ruse
- Consiliul de Securitate Națională al Turciei
- Consiliul de Securitate Națională al Pakistanului
- Comisia Centrală Militară a Chinei
- Consiliul de Securitate Națională al Republicii Chineze (Taiwan)
- Consiliul Suprem de Securitate Națională al Iranului